# Tiefbasskommando
Tiefbasskommando ist eine deutsche Underground-Hip-Hop-Gruppe aus Berlin. Sie besteht aus den Rappern Double G (früher GossenGoethe), Eisberg, Don Juan, MC Kneipenkrieger (auch MCK), der Rapperin Shoki und dem Produzenten Retado.

## Bandgeschichte
Die Band wurde 2019 in Berlin gegründet. Nach der Veröffentlichung des Albums Breakdance auf Scherben ging die Band auf ihre erste große Tournee durch mehrere deutsche Städte, bei der alle Konzerte ausverkauft waren. Im folgenden Jahr absolvierte die Band die Taxi Safari Tour durch Deutschland, Österreich und Polen, die BEI ANRUF SCHÄDEL-Tour fand Anfang 2025 in Deutschland statt.

## Stil
Tiefbasskommandos Texte handeln überwiegend von exzessivem Drogenkonsum, sexuellen Eskapaden sowie Kriminalität, überwiegend Wohnungseinbrüchen. Musikalisch umgesetzt sind die Lieder in der Regel mit Techno-artigen Rhythmen, produziert von Retado, wobei die Bandmitglieder zwar nicht in jedem Lied Gesangsparts besitzen, doch aber in jedem Lied ein Großteil der Band Gesangsparts besitzt.

## Diskografie

### Alben
(Quelle: )
- 2020: Vol.1
- 2020: Ekeltape
- 2022: Breakdance auf Scherben
- 2023: RETOX
- 2024: Retox Detox
- 2025: BEI ANRUF SCHÄDEL  feat. Tiger 104er
- 2025 Vol. 5

### Singles
(Quelle: )
- 2024: SÉXICO/TACOSTAND
- 2024: KEIN ZUFALL
- 2024: RABENVATER (Lenny Fuck Remix)
- 2024: DIRTY HOBBY
- 2024: DIRTY HOBBY (Techno Edit)
- 2024: KEVIN
- 2024: 5
- 2025: JAJA/VOR UND ZURÜCK feat. Admiral Klatsch
- 2025: STYLE GEBITET
- 2025: SCHADE DEUTSCHLAND
- 2025 NATS DABEI
- 2025 BÜRGERGELD